# Petra Berg

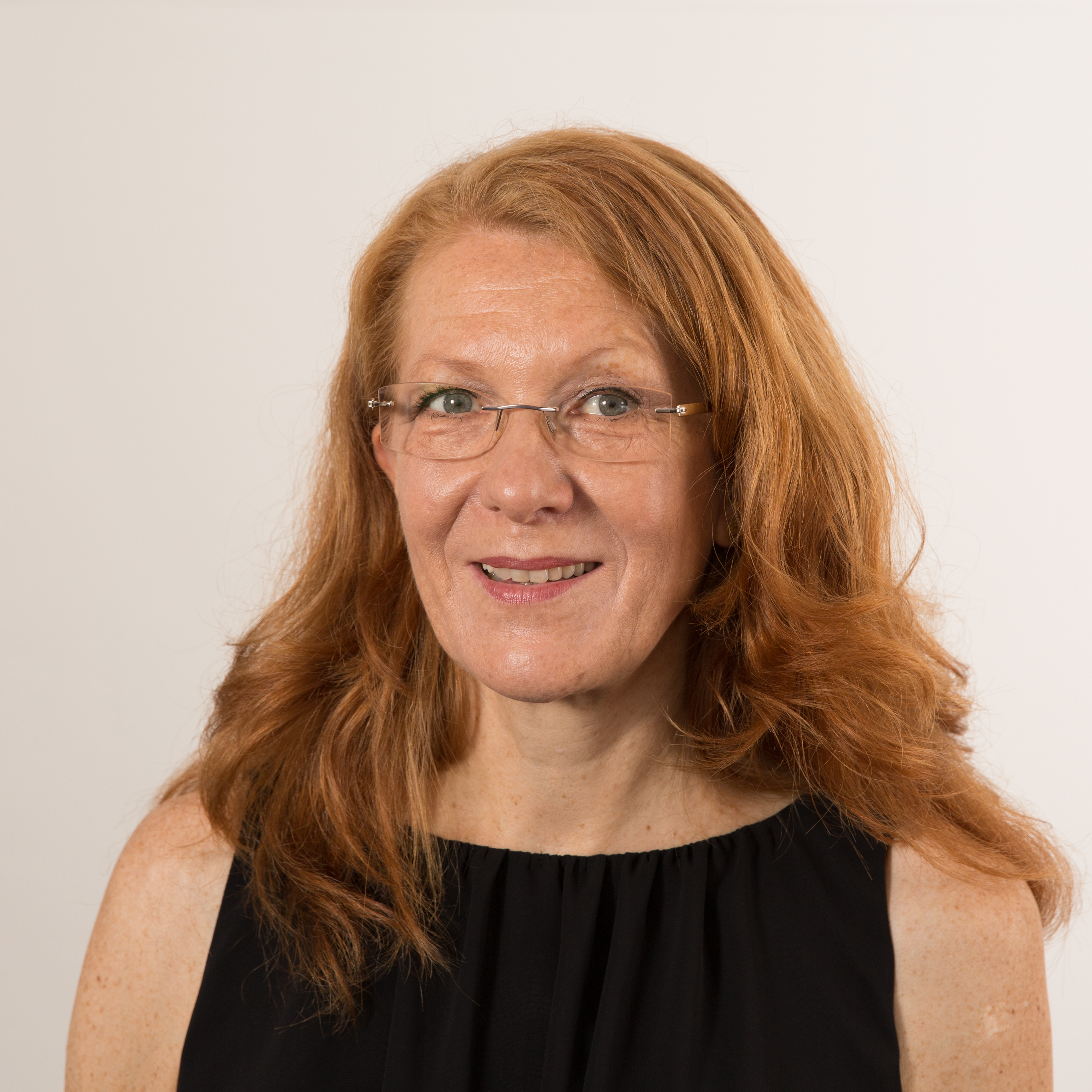
Petra Berg (2017)

Petra Berg (* 10. Juli 1964 in Diefflen als Petra Groß) ist eine deutsche Politikerin (SPD). Sie ist seit 2012 Abgeordnete im Landtag des Saarlandes und seit 2022 Ministerin für Umwelt, Klimaschutz, Mobilität, Agrar und Verbraucherschutz und der Justiz des Saarlandes.

## Ausbildung und Beruf
Nach dem Abitur studierte Petra Berg an der Universität des Saarlandes Rechtswissenschaften. Nach dem Abschluss war sie zunächst angestellt tätig, bevor sie sich als Anwältin niederließ. In den Jahren 2009 bis 2012 war sie Justiziarin der Gemeinde Nalbach.

## Politik
Petra Berg kandidierte in Dillingen 2011 erfolglos für den Bürgermeisterposten. Bei der Landtagswahl im Saarland 2012 errang sie ein Landtagsmandat im Wahlkreis Saarlouis und ist seit Januar 2014 Parlamentarische Geschäftsführerin der SPD Saar im Landtag und seit März 2014 als Nachfolgerin von Reinhold Jost Generalsekretärin der SPD Saar. Bei den Landtagswahlen 2017 und 2022 wurde sie erneut in den Landtag gewählt.
Am 26. April 2022 wurde sie zur saarländischen Ministerin für Umwelt, Klimaschutz, Mobilität, Agrar und Verbraucherschutz sowie zur Ministerin der Justiz im Kabinett Rehlinger ernannt.

## Persönliches
Berg ist römisch-katholisch, verheiratet und hat drei Kinder. Sie lebt in Nalbach.